# Özge Gürel
Özge Gürel (ur. 5 lutego 1987 w Stambule) – turecka aktorka filmowa i telewizyjna.

## Życiorys
Ukończyła liceum w Silivri, a następnie uczęszczała na Uniwersytet Beykent w Stambule, jednak nie ukończyła na nim edukacji.
W 2010 roku zadebiutowała w telewizji w serialu Kızım Nerede. W kolejnych latach zagrała w takich produkcjach jak Wspaniałe stulecie i Medcezir i Bay Yanliş, lecz prawdziwą popularność w wielu krajach (w tym w Polsce) przyniosła jej rola Öykü Acar w serialu Sezon na miłość.

## Filmografia
| Rok         | Tytuł                                                | Rola               | Nota        |
| ----------- | ---------------------------------------------------- | ------------------ | ----------- |
| 2010 – 2011 | Kızım Nerede                                         | Zeynep Demiray     | gościnnie   |
| 2014        | Wspaniałe stulecie                                   | Rana Hatun         | gościnnie   |
| 2014        | Medcezir                                             | Ada                | gościnnie   |
| 2014 – 2015 | Sezon na miłość (Kiraz Mevsimi)                      | Öyku Acar          | rola główna |
| 2017        | Yıldızlar Şahidim (Gwiazdy moimi świadkami)          | Haziran            | rola główna |
| 2017        | İlk öpücük (Pierwszy pocałunek)                      | Bahar              | rola główna |
| 2017        | Organik aşk hikayeleri (Organiczne historie miłosne) | Pınar              | rola główna |
| 2017        | Dolunay (Pełnia)                                     | Nazlı Pınar/ Aslan | rola główna |
| 2018        | Börü (Wilk)                                          | Gökçe Demir        | gościnnie   |
| 2018-2019   | Muhteşem İkili (Wspaniała dwójka)                    | Nilüfer Can        | rola główna |
| 2019        | Annem (Moja mama)                                    | Nazli              | rola główna |
| 2020        | Kar Kırmızı (Czerwony śnieg)                         | Tazegül            | rola główna |
| 2020        | Bay Yanliş (Niewłaściwy pan)                         | Ezgi Inal          | rola główna |